# Erhythm
『Erhythm』（エリズム）は、日本のシンガーソングライターである平松愛理の5枚目のオリジナル・アルバム。
平松としてはオリコンアルバムチャートにて初めて1位を獲得した作品であり、また平松のオリジナル・アルバムでは唯一の1位獲得作品となった。

## 概要
平松としては自身初の日本国外レコーディング作品であり、本アルバムのリミックスはアメリカ合衆国のマイアミで行われた。
9枚目のシングル「マイ セレナーデ」、10枚目のシングル「もう 笑うしかない」およびそのカップリング曲であった「あくびがしたい」を含めた全10曲が収録されている。「マイ セレナーデ」に関して特に表記はないがシングルとは若干ミックスが異なっている。
本作は1992年9月28日付けのオリコンチャートにて最高位1位を獲得、売り上げ枚数は同年11月23日付けで27.6万枚となった。その後同チャートの登場回数は17回となり、最終的な売り上げ枚数は32.0万枚となった。

## 収録曲
| 全作詞・作曲: 平松愛理、全編曲: 清水信之（特記以外）。 |                                |          |            |      |
| #                                                      | タイトル                       | 作詞     | 作曲・編曲 | 時間 |
| 1.                                                     | 「もう 笑うしかない」          | 平松愛理 | 平松愛理   | 5:26 |
| 2.                                                     | 「あくびがしたい」             | 平松愛理 | 平松愛理   | 4:43 |
| 3.                                                     | 「Moderato Heart」             | 平松愛理 | 平松愛理   | 5:14 |
| 4.                                                     | 「少年のまま」                 | 平松愛理 | 平松愛理   | 5:28 |
| 5.                                                     | 「想い出のOld number」         | 平松愛理 | 平松愛理   | 4:02 |
| 6.                                                     | 「チュピタンサスの木」         | 平松愛理 | 平松愛理   | 6:05 |
| 7.                                                     | 「マイ セレナーデ」            | 平松愛理 | 平松愛理   | 4:49 |
| 8.                                                     | 「女もつらいよ」(編曲: 森俊之) | 平松愛理 | 平松愛理   | 2:06 |
| 9.                                                     | 「あの日の忘れ物」             | 平松愛理 | 平松愛理   | 5:21 |
| 10.                                                    | 「Crescent Moonshine」         | 平松愛理 | 平松愛理   | 5:17 |
| 合計時間:                                              | 合計時間:                      | 48:31    |            |      |